# Венгерка (блок-пост)
Венгерка — упразднённый блок-пост (тип населённого пункта) в Тайшетском районе Иркутской области России. Входил в состав Зареченского сельсовета. Упразднена в 2004 году в связи с отсутствием постоянно проживающего населения.

## География
Располагался у остановочного пункта Венгерка на участке Тайшет — Юрты Восточно-Сибирской железной дороги.

## История
Основан в 1894 г. По данным на 1926 год разъезд Венгерка состоял из 5 хозяйств. В административном отношении входил в полосу отчуждения Тайшетского района Канского округа Сибирского края.

## Население
По данным переписи 1926 года на разъезде проживало 23 человека (11 мужчин и 12 женщин), основное население — русские.
По данным Всероссийской переписи 2002 года постоянное население отсутствовало.